# Nostalgia wiki
Nostalgia wiki  je snapshot anglické Wikipedie z 20. prosince 2001, běžící na samostatné subdoméně. Slouží jako archiv obsahu z doby před nasazením MediaWiki, kdy Wikipedie běžela pod UseModWiki.